# Rue du Barbier-Maes
Pour les articles homonymes, voir Maas.
La rue du Barbier-Maes est une rue de Lille, dans le Nord, en France. Il s'agit de l'une des rues du quartier de Lille-Centre.

## Situation et accès
La rue du Barbier-Maes part de la rue du Jeanne-Maillotte, place Jacquard, et descend jusqu'à la rue du Molinel. Cette rue débouche sur la Place du Vieux-Marché-aux-Chevaux, l'une des plus pittoresques de Lille.

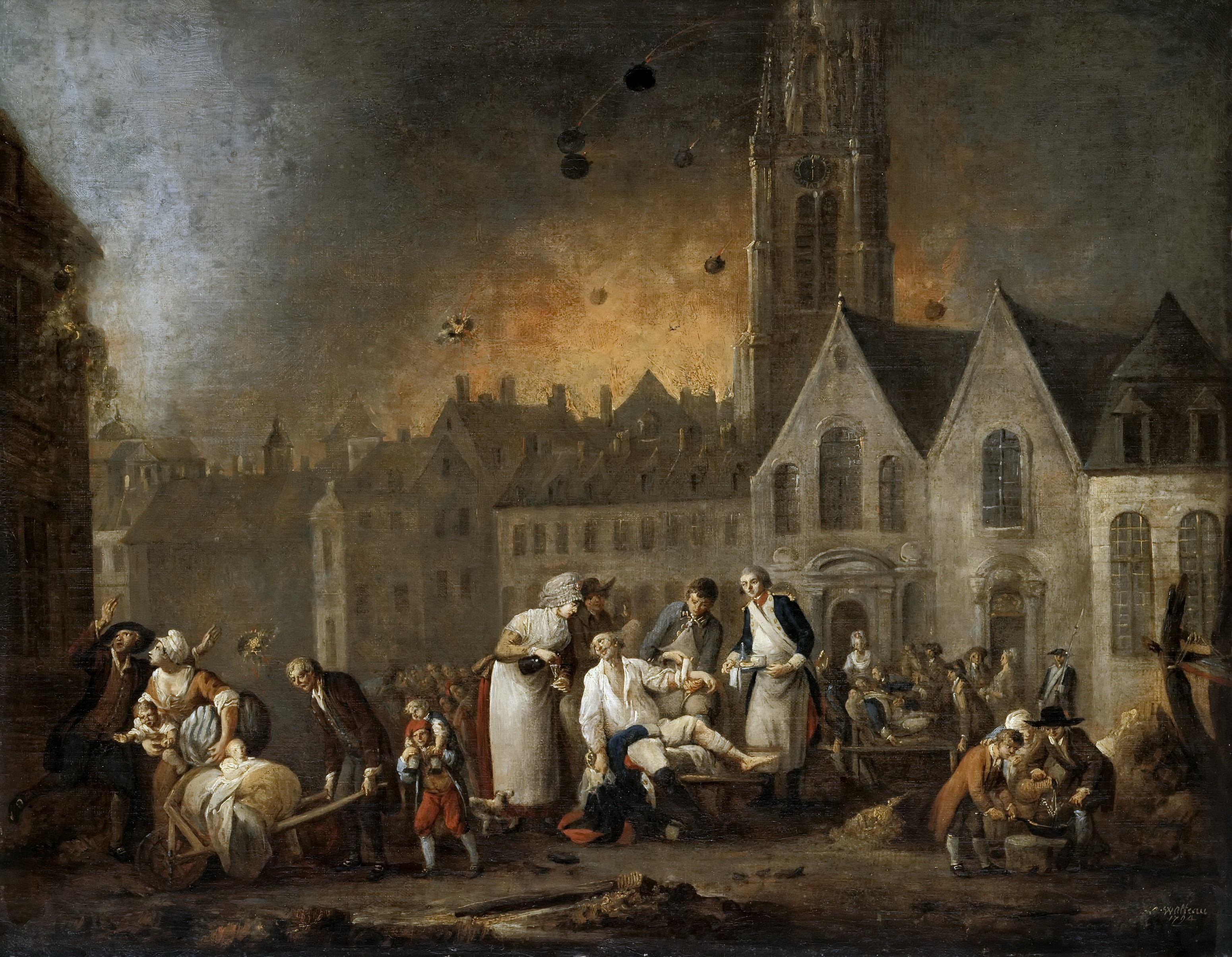
Un épisode du siège de Lille, peinture de Watteau de Lille

## Origine du nom
La rue du Barbier-Maes a été baptisée en référence au nom d'un célèbre perruquier lillois pour son attitude lors du siège de Lille de 1792. Alors que le barbier était dans sa boutique en train de raser un client, une bombe frappa sa maison et la détruisit. Il s’installe dans la rue et, faute d’ustensile, il ramasse un éclat d’obus dont il fit un plat à barbe et rasa en riant 14 ou 22 citoyens,.

## Historique
La rue est ouverte sur le territoire de l'agrandissement de la ville de 1603 qui a reporté l'enceinte de la porte du Molinel qui était située à l'angle de l'actuelle rue de la Riviérette et de la rue du Molinel à la porte Notre-Dame ou de Béthune établie à l'emplacement de l'actuelle place Richebé.
La rue s'appelait avant son renommage par arrêté municipal du 2 mars 1883, la rue du Prez, anciennement rue du Pré en raison de la nature du terrain sur lequel elle avait été ouverte.
Soupçonné d'avoir participé à l'attentat de la rue Ordener et de faire partie de la bande à Bonnot, Léon Rodriguez qui se fait appeler Lecocq, puis Fernand Delgado, est arrêté par la police au no 22 rue du Barbier-Maes le 12 mars 1912.
La rue est dévastée par les bombardements du siège de 1914. Plusieurs immeubles datent de la reconstruction des années 1920.

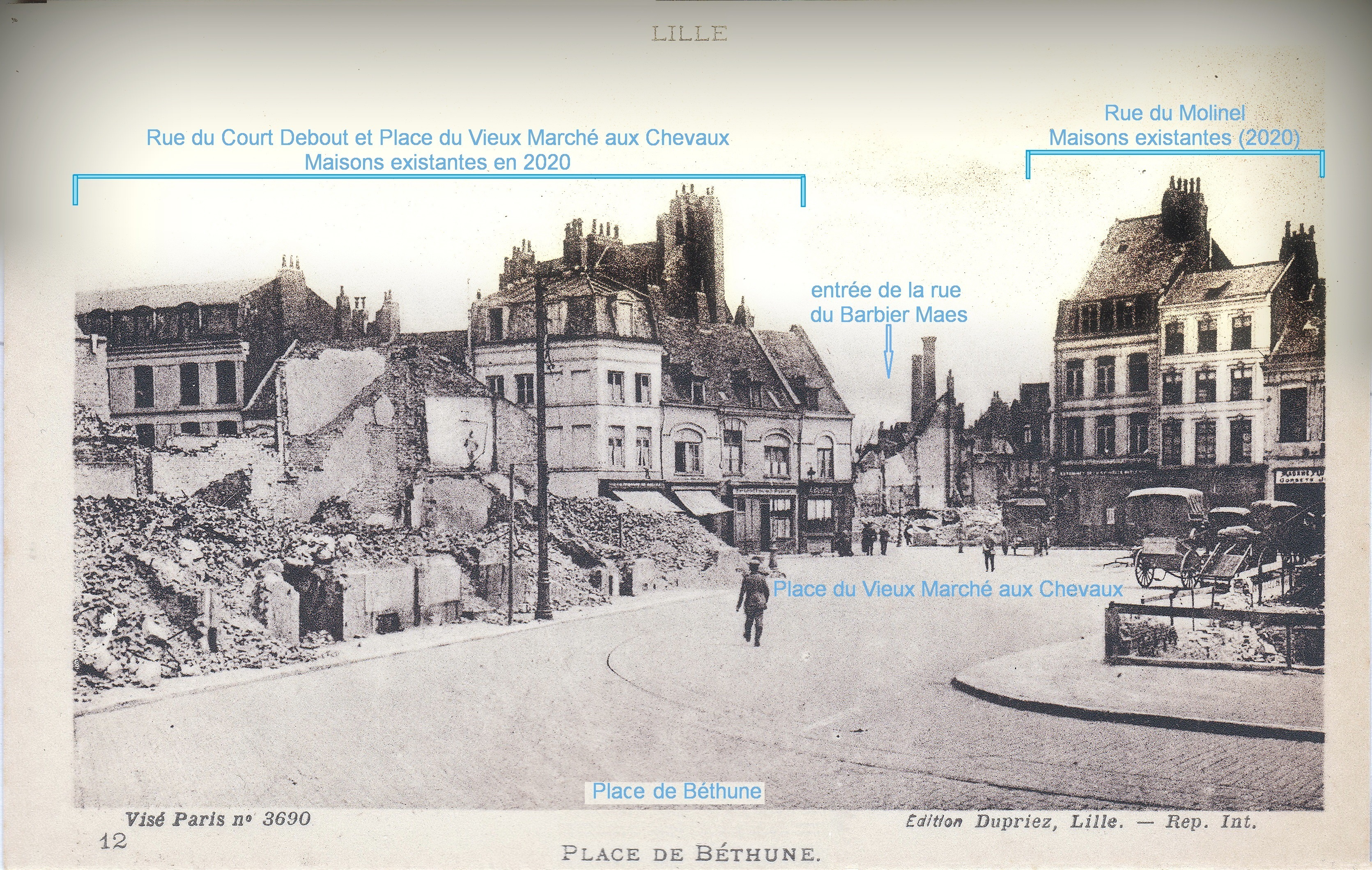
Destructions de 1914
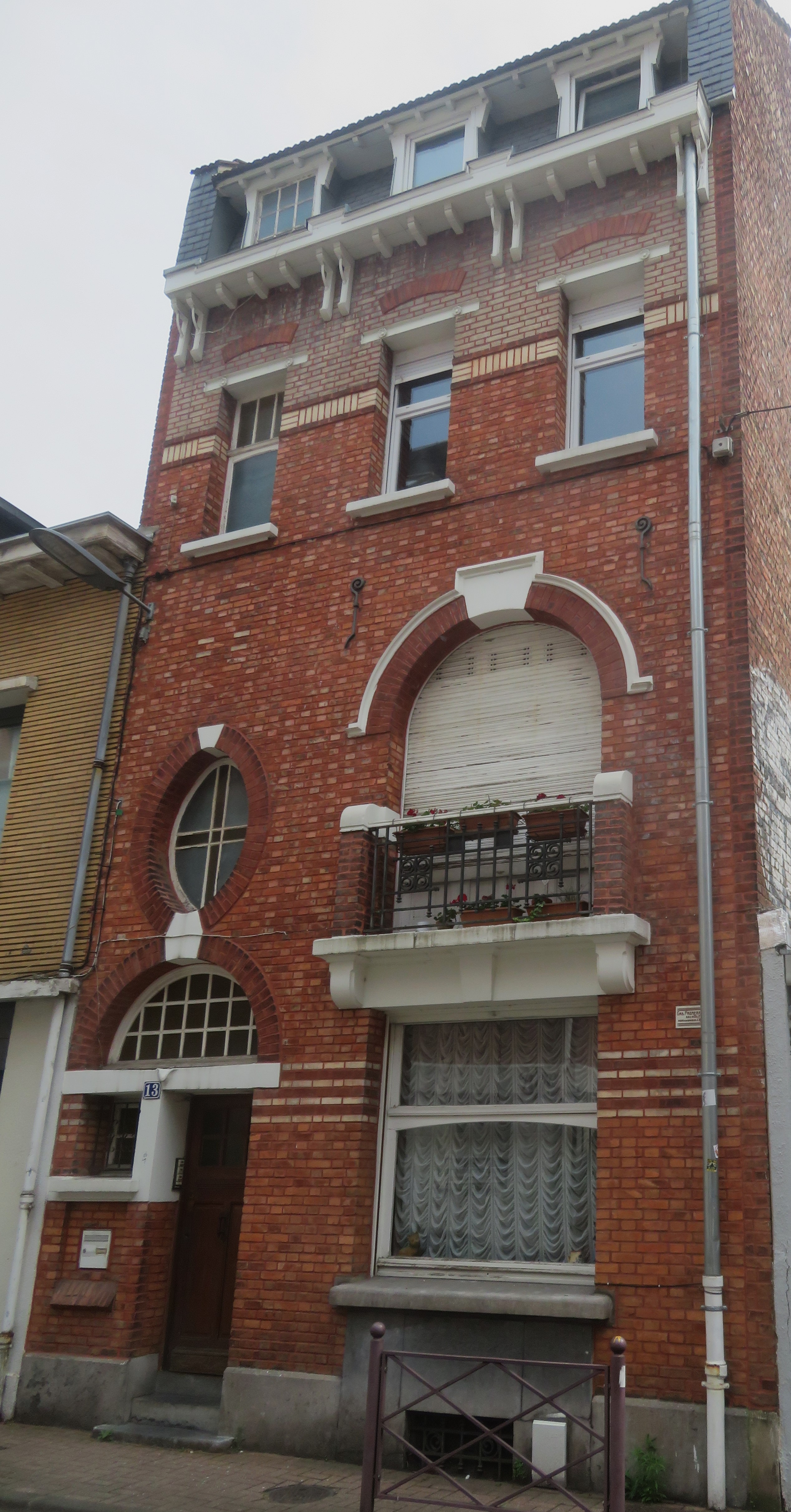
Maison des années 1920 rue du barbier Maes